# Poli García Cordero
Juan José García Cordero (Peñaflor, provincia de Sevilla, 3 de septiembre de 1965), conocido como Poli, es un exfutbolista español que se desempeñaba como centrocampista.

## Clubes
| Club                       | País   | Año       |
| -------------------------- | ------ | --------- |
| Cádiz C. F.                | España | 1985-1988 |
| R. C. Recreativo de Huelva | España | 1988-1989 |
| Cádiz C. F.                | España | 1989-1996 |